# Volkswagen Passat
De Volkswagen Passat is een middenklasse auto van het Duitse merk Volkswagen. Het model werd in 1973 geïntroduceerd en in verschillende vormen geproduceerd.
De naam Passat is gebaseerd op een wind, de passaatwind. Op de Europese en Noord-Amerikaanse markt is altijd de naam Passat gebruikt, maar in andere landen werd de auto ook wel Dasher, Santana, Quantum, Magotan of Corsar genoemd. Het model was in 2006 met 725.000 verkochte auto's het succesvolste model van de hele Volkswagen Group. Van de Golf zijn in 2006 zo'n 9.000 auto's minder verkocht dan de Passat.

## Geschiedenis
Het eerste model was min of meer een Audi 80 met een zogenaamde fastback, een schuin aflopende achtersteven. Binnen een jaar kwam er naast de twee- en vierdeursuitvoering ook een Variant-uitvoering (stationwagen). Hierna volgden nog de drie- en vijfdeursuitvoering. Het tweede model, vanaf bouwjaar 1980, kreeg al wat meer een eigen gezicht. In 1988 werd een splinternieuw model gepresenteerd, dat veel aerodynamischer was. Sindsdien heeft de Passat een kofferbak in plaats van een fastback. Hij werd meteen het vlaggenschip van Volkswagen. Dit model evolueerde langzaam tot 1998, toen bleek dat het model niet meer voldeed. De Variantversie verkocht zeer goed, maar de sedan helemaal niet. Het volledig nieuwe ontwerp sloeg in als een bom. In 2005 werd het nieuwste model Passat geïntroduceerd.
In 2014 introduceerde Volkswagen de Passat B8. Met dit model probeerde VW definitief door te breken in de zogeheten 'premiumklasse', waartoe onder andere de Mercedes C-Klasse, BMW 3-serie en de Audi A4 behoren.

## Passat B1 (1973-1980)

### Kenmerken
De eerste Passat kwam in 1973 op de markt, met oorspronkelijk vijf carrosserievarianten: een twee- en vierdeurssedan, een drie- en vijfdeurshatchback en vijfdeursstationwagen (variant). Alle sedan- en hatchbacktypen hadden een achtersteven in moderne fastbackstijl, ontworpen door Giorgetto Giugiaro. Het was in feite een fastbackversie van de technisch identieke Audi 80.
Het motorgamma bestond uit viercilinder-OHC-motoren afkomstig van de Audi 80 en opgesteld in de lengterichting, zoals kenmerkend was voor Audi. De Passat had voorwielaandrijving met een handgeschakelde viertrapsversnellingsbak of een automatische drietrapsversnellingsbak. Aan de koplampen was te zien welke motorisering de Passat had: de lichtste motor had enkele ronde koplampen, alle S- en LS-uitvoeringen hadden rechthoekige koplampen, en het topmodel, de TS, had dubbele ronde koplampen.

### Facelift
In 1978 kreeg de Passat een facelift. Met als argument verbeterde aerodynamica, had de voorrand van de motorkap een schuine rand gekregen. Uiterlijke wijzigingen waren onder andere: nieuwe kunststofbumpers, minder chroomaccenten, andere (rechthoekige) koplampen (luxueuzere versies kregen dubbele, ronde lampen), knipperlichten op de hoeken van de neus (in plaats van in de bumper) en andere achterlichten op de hatchbacks.
In het interieur was het nieuwe dashboard de opvallendste wijziging.

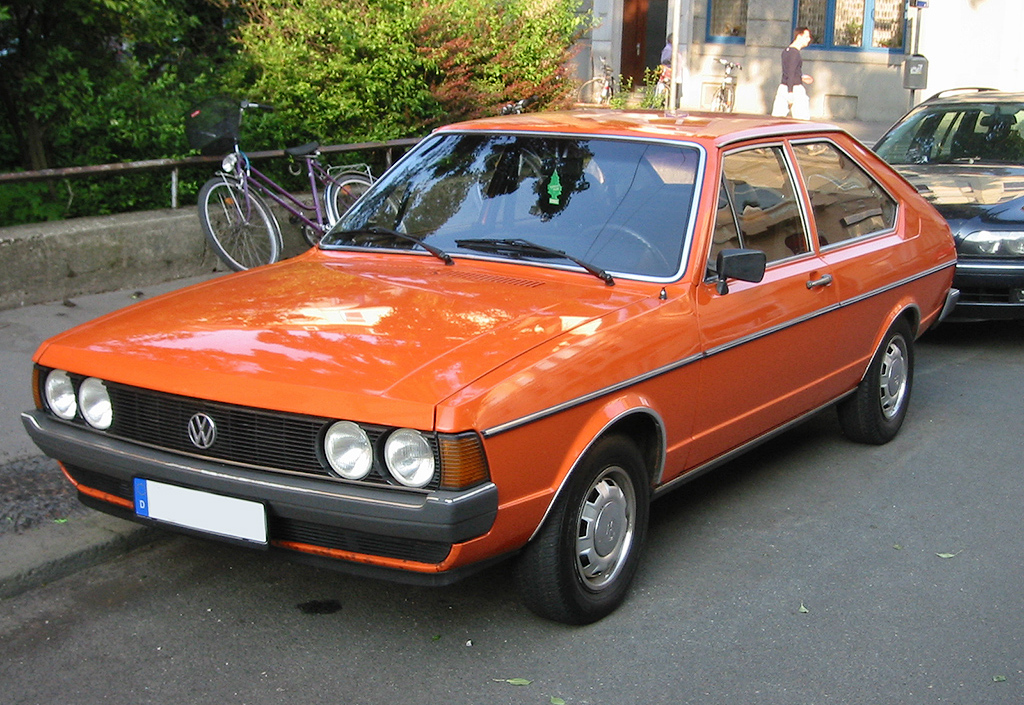
Volkswagen Passat vanaf 1978

### Motoren
Benzine
- 1297 cc - 55 pk tot februari 1978
- 1272 cc - 60 pk vanaf februari 1978
- 1471 cc - 75 of 85 pk tot 1976
- 1588 cc - 75, 85 of 110 pk vanaf 1976

Diesel
- 1471 cc - 50 pk vanaf zomer 1978

## Passat B2 (1980-1988)

### Kenmerken
De tweede generatie Passat verscheen in oktober 1980 op het B2-platform. De auto was onmiddellijk herkenbaar als de Passat. Het model heeft intern de naam 32B. Van oktober 1980 tot maart 1988 is de Passat 32B geproduceerd als hatchback (drie- en vijfdeurs), stationwagen (Variant) en sedan (vierdeurs). De driedeurs hatchback is tot 1983/1984 leverbaar geweest. In januari 1985 kwam er een facelift van de Passat 32B. De meest in het oog springende verandering betrof de bumpers. Die liepen verder door aan de zijkant van de wagen. Daarnaast kregen de hatchbackmodellen een vrij grote zwarte achterspoiler, waren de gril en koplampen iets anders, en werden de achterlichten een stuk groter. Met de introductie van die facelift verdween ook de Volkswagen Santana van het toneel. De Santana (Passat met kofferbak) heette voortaan ook Passat. De Carat was een zeer luxe uitvoering en zeldzaam, net als de driedeurs uitvoeringen. In Nederland zijn de modellen met vijfcilinder motoren sowieso zeldzaam, net als de 1,6-liter turbodiesel. De GL-uitvoeringen (alleen leverbaar met benzinemotor van 1,8, 2,0 of 2,2 liter en turbodieselmotor van 1,6 liter), GT-uitvoeringen en Syncro's zijn ook zeer schaars. De in Nederland meest voorkomende Passat 32B is die met een 1,6 literbenzinemotor met katalysator in basis- of CL-uitvoering. Het basismodel had niet eens een mistachterlicht. De verstralers aan de voorzijde, duidelijk zichtbaar aanwezig naast de koplampen op ieder model Passat 32B, werkten af fabriek alleen op de duurdere GL-uitvoeringen.
Er verschenen diverse actiemodellen, zoals de "Avance" in 1987, ter ere van het feit dat Volkswagen 40 jaar in Nederland gevestigd was. Het model had nogal karige extra's, zoals goedkoop ogende plastic wieldoppen, beklede binnenzijden van de deuren, groen getint glas, in hoogte verstelbare bestuurdersstoel, van binnen uit verstelbare spiegels, met zwarte folie beklede raamstijlen, in delen neerklapbare achterbank en geruite bekleding (Glencheckmotief). De vierdeurs Passat Avance Sedan had als extra ook sportstoelen. Het destijds in Duitsland verkrijgbare actiemodel "Trend" is praktisch identiek aan de Nederlandse Avance. De Trend had ook nog als extra bredere 185/70SR13-banden. Overigens waren alle Volkswagen personenauto's, van Polo tot Passat, in 1987 als Avance-uitvoering verkrijgbaar, allen met iets verschillende extra's, afhankelijk van het model. Heel veel nog in prima staat verkerende Passat's van het type 32B zijn in de jaren negentig naar onder andere Polen verdwenen. Het was typisch een exportauto. De zuinige Nederlander wilde wel een tweedehands Golf of Polo, maar geen grotere en comfortabeler rijdende Passat.
Het motorgamma was uitgebreider dan de eerste generatie en omvatte onder andere vijfcilinder benzinemotoren. De CL5- en GL5-uitvoeringen (tot 12/1984), hadden een 1921 cc 5-cilinder motor met een vermogen van 115 pk en een carburateur. Vanaf 12/1984 heette de GL5 gewoon GL en had deze een 1994 cc vijfcilindermotor met het Bosch K-Jetronic-injectiesysteem. Alleen aan de kilometerteller, de windvanger op de ruitenwisser (alleen aan de bestuurderskant) en aan de tweetonige claxon was de Passat met vijfcilinder motor te herkennen. Eind 1985 was ook een GT met een 2226 cc vijfcilinder motor met 136 pk leverbaar. Deze Passat had een topsnelheid van 198 km/u en sprintte in 9,5 seconden naar 100 km/u, waarmee het de snelste Passat 32B was. Dit was behoorlijk snel voor een redelijk grote, niet echt gestroomlijnde auto uit die tijd. De GT was later overigens een uitvoering die met meerdere motoren leverbaar was. Een Passat in GT-uitvoering is dus geen garantie voor een vijfcilinder benzinemotor met 136 pk. Er waren ook Passats beschikbaar met VW's vierwielaandrijvingssysteem genaamd Syncro.

### Motoren
Benzine
4-cilinder
- 1.3 - 55 pk tot 07/83, motorcode FY
- 1.3 - 60 pk van 08/83 - 07/86, motorcode EP
- 1.6 - 85 pk 02/81 - 12/82, motorcode YP
- 1.6 - 75 pk, motorcode DT
- 1.6 - met katalysator 72 pk, motorcode RL
- 1.8 - 90 pk, motorcode DS
- 1.8 - met Bosch K-Jetronic 112 pk van 03/84 - 12/84, motorcode DZ
- 1.8 - met katalysator en Bosch KE-Jetronic 90 pk, motorcode JN

5-cilinder
- 1.9 - 5-cilinder met carburateur 115 pk, motorcode WN
- 2.0 - 5-cilinder met Bosch K-Jetronic 115 pk, motorcode JS
- 2.2 - 5-cilinder met Bosch K-Jetronic 136 pk, motorcode KV
- 2.2 - 5-cilinder met katalysator en Bosch KE-Jetronic 115 pk, motorcode KX
- 2.2 Syncro - 5-cilinder met katalysator en Bosch KE-Jetronic 120 pk, motorcode JT

Diesel
4-cilinder
- 1.6 - 54 pk, motorcode CR (tot 7/82)
- 1.6 - 54 pk, motorcode JK (vanaf 8/82)
- 1.6 turbodiesel - 70 pk, motorcode CY

### Uitvoeringen
Vanaf 12/84 waren de volgende uitvoeringen beschikbaar: basis, C (Santana CX), CL (LX), GL (GX), GT, en de Carat.

## Passat B3 (1988-1993)

### Kenmerken
De derde generatie van de Passat werd in maart 1988 geïntroduceerd. In Noord-Amerika was dit in 1990 en in Zuid-Amerika in 1995. Het model was helemaal veranderd ten opzichte van zijn voorgangers; de Passat was vanaf dat moment als gewone sedan en stationwagen te bestellen. Het ontbreken van de grille maakte de Passat een geheel andere auto.
Ditmaal maakte de Passat voor het eerst gebruik van een geheel door VW zelf ontworpen platform. Hoewel het platform B3 wordt genoemd volgens de VW platform-reeks, is het grotendeels gebaseerd op het kleinere A-platform van de Volkswagen Golf.
De ingespoten benzinemotoren leverden betere prestaties dan de eerdere motoren met carburateur. Ze werden dwars geplaatst als voorbereiding op de Syncrovierwielaandrijving. Het motorgamma omvatte onder andere een tweeliterzestienklepper en VW's nieuwe VR6-motor van 2,8 liter (die ook werd gebruikt in de Golf en Corrado). De G60-motor uit de Corrado werd in 1990 ook leverbaar in de Passat, deze werd standaard als Syncro geleverd. De Passat begon in de CL-uitvoering, opgevolgd door de GL, met als topper de GT-uitvoering.

### Motoren
Gegevens van de basismodellen:
Benzine
| Type       | Motor     | Motor     | Motor   | Vermogen | Koppel | Sedan      | Sedan       | Variant    | Variant     | Jaartal     |
| Type       | Inhoud    | Cilinders | Kleppen | Vermogen | Koppel | 0–100 km/h | Topsnelheid | 0–100 km/h | Topsnelheid | Jaartal     |
| ---------- | --------- | --------- | ------- | -------- | ------ | ---------- | ----------- | ---------- | ----------- | ----------- |
| 1.6        | 1.595 cm³ | 4-in-lijn | 8V      | 72 pk    | 125 Nm | 16,1 s     | 169 km/h    | 16,3 s     | 161 km/h    | 1988 - 1990 |
| 1.8        | 1.781 cm³ | 4-in-lijn | 8V      | 75 pk    | 140 Nm | 15,5 s     | 171 km/h    | 15,8 s     | 165 km/h    | 1990 - 1993 |
| 1.8        | 1.781 cm³ | 4-in-lijn | 8V      | 90 pk    | 142 Nm | 13,7 s     | 177 km/h    | 14,0 s     | 173 km/h    | 1988 - 1993 |
| 1.8        | 1.781 cm³ | 4-in-lijn | 8V      | 107 pk   | 154 Nm | 11,7 s     | 190 km/h    | 11,9 s     | 184 km/h    | 1988 - 1990 |
| 2.0        | 1.984 cm³ | 4-in-lijn | 8V      | 115 pk   | 166 Nm | 11,3 s     | 195 km/h    | 11,5 s     | 191 km/h    | 1990 - 1993 |
| 2.0 16V    | 1.984 cm³ | 4-in-lijn | 16V     | 136 pk   | 180 Nm | 10,2 s     | 206 km/h    | 10,4 s     | 200 km/h    | 1988 - 1993 |
| G60 SYNCRO | 1.781 cm³ | 4-in-lijn | 8V      | 160 pk   | 225 Nm | 9,6 s      | 215 km/h    | 9,8 s      | 210 km/h    | 1990 - 1992 |
| VR6        | 2.792 cm³ | VR6       | 12V     | 174 pk   | 240 Nm | 8,2 s      | 224 km/h    | 8,3 s      | 218 km/h    | 1991 - 1993 |

Diesel
| Type       | Motor     | Motor     | Motor   | Vermogen | Koppel | Sedan      | Sedan       | Variant    | Variant     | Jaartal     |
| Type       | Inhoud    | Cilinders | Kleppen | Vermogen | Koppel | 0–100 km/h | Topsnelheid | 0–100 km/h | Topsnelheid | Jaartal     |
| ---------- | --------- | --------- | ------- | -------- | ------ | ---------- | ----------- | ---------- | ----------- | ----------- |
| 1.9 D      | 1.896 cm³ | 4-in-lijn | 8V      | 68 pk    | 127 Nm | 19,0 s     | 160 km/h    | 19,4 s     | 155 km/h    | 1988 - 1993 |
| 1.9 TD KAT | 1.896 cm³ | 4-in-lijn | 8V      | 75 pk    | 140 Nm | 17,7 s     | 165 km/h    | 18,0 s     | 160 km/h    | 1991 - 1993 |
| 1.6 TD     | 1.588 cm³ | 4-in-lijn | 8V      | 80 pk    | 152 Nm | 16,0 s     | 170 km/h    | 16,2 s     | 164 km/h    | 1988 - 1993 |

## Passat B4 (1993-1997)
De vierde generatie van de Passat was technisch bijna identiek aan de derde, behalve de draagarmen en de buitenpanelen. De duidelijkste verandering was de terugkeer van de grille, die overeenkomt met de modellen uit dezelfde generatie, zoals Golf III. Ook het interieur was bijgewerkt met beter veiligheidsmateriaal, waaronder dubbele airbags vóór.
De Passat was voor het eerst beschikbaar met een TDI-dieselmotor in de vorm van een 1,9 literviercilinder van 90 pk. Deze had een U.S. EPA-brandstofproductiviteitsscijfer voor de sedan van 5,2 liter op 100 km, gecombineerd met een 70 literbrandstoftank, wat een actieradius van ruim 1300 km opleverde. Hierdoor is deze TDI-versie zeer geliefd in de VS, waardoor de prijs van een tweedehands exemplaar hoog ligt. De B4 TDI-stationwagen is zelfs nog zeldzamer: er zijn van 1996 tot 1997 nog geen 1000 exemplaren naar de VS verscheept.

### Uitvoeringen
In Nederland waren de L, CL, GL, GT en de VR6 Exclusiv beschikbaar. Bepaalde motoren waren leverbaar in verschillende uitvoering, sommige enkel maar in één uitvoering (landafhankelijk). De 2.0 8V was in Nederland verkrijgbaar in de CL-, GL- en GT-uitvoering, terwijl de 2.0 16V alleen in de GT-uitvoering te bestellen was. In Duitsland was bijvoorbeeld de VR6 wel als GL te bestellen, in Nederland echter alleen in de VR6 Exclusiv-uitvoering. In de Verenigde Staten waren slechts drie uitvoeringen beschikbaar, de GLS, GLX en de TDI. De GLX beschikte over VW's VR6-motor van 2,8 liter. De GLS had een tweeliterachtklepper en de TDI een 1,9 literturbodiesel.

### Motoren
Gegevens van de basismodellen:
Benzine
| Type           | Motor     | Motor     | Motor   | Vermogen | Koppel | Sedan      | Sedan       | Variant    | Variant     | Jaartal     |
| Type           | Inhoud    | Cilinders | Kleppen | Vermogen | Koppel | 0–100 km/h | Topsnelheid | 0–100 km/h | Topsnelheid | Jaartal     |
| -------------- | --------- | --------- | ------- | -------- | ------ | ---------- | ----------- | ---------- | ----------- | ----------- |
| 1.8            | 1.781 cm³ | 4-in-lijn | 8V      | 75 pk    | 140 Nm | 16,3 s     | 169 km/h    | 16,7 s     | 164 km/h    | 1993 - 1997 |
| 1.8            | 1.781 cm³ | 4-in-lijn | 8V      | 90 pk    | 145 Nm | 14,4 s     | 178 km/h    | 14,7 s     | 173 km/h    | 1993 - 1997 |
| 2.0            | 1.984 cm³ | 4-in-lijn | 8V      | 115 pk   | 166 Nm | 11,8 s     | 195 km/h    | 12,0 s     | 190 km/h    | 1993 - 1997 |
| 2.0            | 1.984 cm³ | 4-in-lijn | 16V     | 150 pk   | 180 Nm | 9,7 s      | 213 km/h    | 9,9 s      | 207 km/h    | 1993 - 1994 |
| 2.8 VR6        | 2.792 cm³ | VR6       | 12V     | 174 pk   | 235 Nm | 8,7 s      | 224 km/h    | 8,9 s      | 218 km/h    | 1993 - 1997 |
| 2.9 VR6 SYNCRO | 2.861 cm³ | VR6       | 12V     | 184 pk   | 245 Nm | -          | -           | 9,2 s      | 218 km/h    | 1994 - 1997 |

Diesel
| Type    | Motor     | Motor     | Motor   | Vermogen | Koppel | Sedan      | Sedan       | Variant    | Variant     | Jaartal     |
| Type    | Inhoud    | Cilinders | Kleppen | Vermogen | Koppel | 0–100 km/h | Topsnelheid | 0–100 km/h | Topsnelheid | Jaartal     |
| ------- | --------- | --------- | ------- | -------- | ------ | ---------- | ----------- | ---------- | ----------- | ----------- |
| 1.9 TD  | 1.896 cm³ | 4-in-lijn | 8V      | 75 pk    | 150 Nm | 18,0 s     | 165 km/h    | 18,3 s     | 160 km/h    | 1993 - 1997 |
| 1.9 TDI | 1.896 cm³ | 4-in-lijn | 8V      | 90 pk    | 202 Nm | 14,1 s     | 178 km/h    | 14,4 s     | 173 km/h    | 1993 - 1996 |
| 1.9 TDI | 1.896 cm³ | 4-in-lijn | 8V      | 110 pk   | 235 Nm | 11,9 s     | 193 km/h    | 12,1 s     | 188 km/h    | 1996 - 1997 |

## Passat B5 (1996-2005)
De geheel nieuwe vijfde generatie van de Passat verscheen in 1996 in Europa (type 3B) en kwam in 1998 in Noord-Amerika beschikbaar. Hij deelde zijn B5-platform met de Audi A4, waardoor de motoren weer in de lengterichting geplaatst moesten worden.
Met de Passat B5 ging Volkswagen over op een nieuwe ontwerpstijl, die voor het eerst te zien was op de Concept 1. Dit ontwerp kwam ook terug in de andere modellen van dezelfde generatie, zoals de Bora, de Golf IV en de Polo IV. De ronde lijnen en de platte voorruit verlaagden de luchtweerstand, wat leidde tot een extreem lage luchtweerstandcoëfficiënt, die geschat wordt op 0,27 (sedan). Dit was zelfs nog lager dan recentere sportwagens zoals de Corvette C6, die geschat wordt op 0,29.
De auto had een viervoudige voorwielophanging en om tractieproblemen op gladde oppervlakten tegen te gaan, werd later een Torsen-vierwielaandrijvingssysteem geïntroduceerd. Dit was hetzelfde Torsensysteem als dat van de A4 en A6 en werd eerst nog Syncro genoemd, wat later veranderde in 4Motion. Het motorgamma bestond uit onder andere een 1,6 literbenzinemotor, een 1,8-liter met turbo en 5 kleppen per cilinder die 150 pk leverde, een 1,8 litermotor met 5 kleppen per cilinder die 125 pk levert, en een 2,8 liter-V6, eveneens met 5 kleppen per cilinder, afkomstig van Audi, die 193 pk levert. Volkswagen was genoodzaakt deze V6 toe te passen omdat de VR6 niet geschikt was om in de lengterichting te plaatsen. Voor het eerst was de Passat ook beschikbaar met zescilinderdieselmotor, die ook gebruikt werd bij Audi. Het gaat hier om de V6-turbodiesel van 2,5 liter met directe brandstofinspuiting.

### Uitvoeringen
Modellen in Europa en Ierland werden verkocht onder VW's "lifestyle"-niveaus. Dit waren de Comfortline-, Trendline- en Highline-uitvoering. De modellen werden in het Verenigd Koninkrijk onder de niveaus E, S, Sport, SE, V5 en V6 verkocht. Noord-Amerika kende de uitvoeringen GL, GLS, GLX en W8.

### Facelift (B5.5)
November 2000  kreeg de Passat een facelift (type 3BG) die grotendeels beperkt bleef tot de buitenkant, met onder andere een nieuwe voorbumper, nieuwe voor- en achterlichten en chromen strippen langs de zijramen en stootranden. Hierdoor zag de auto er wat eigentijdser uit. De TDI-motoren met verdeelpomp werden vervangen door motoren met Volkswagens geavanceerde pompverstuivertechniek, welke in samenwerking met Bosch was ontwikkeld.
Eind 2001 werd voor het eerst een achtcilindermotor voor de Passat geïntroduceerd. Dit was een W8-motor van 4 liter en 275 pk. Deze auto had 4Motion-vierwielaandrijving en kon met een zesversnellingsbak of met een vijftraps-Tiptronic-automaat geleverd worden. De W8-motor was volgens hetzelfde principe als de W12 in de Phaeton en de W16 van de Bugatti Veyron EB16.4. De auto was te herkennen aan het W8-embleem in de grille, twee dubbele uitlaten, de chromen strippen onder de achterlichten en de 17 inch velgen. De motor werd in 2004 alweer van de markt gehaald wegens het geringe aantal verkochte exemplaren.
In 2004 werd een nieuwe dieselmotor op de markt gebracht. Dit was een nieuw ontwikkelde TDI-motor van 2,0 liter met pompverstuivertechniek en roetfilter die 136 pk leverde. Deze motor is maar in een aantal landen verschenen en werd slechts korte tijd verkocht, waardoor hij vrij zeldzaam is. De 2.0 TDI is bijvoorbeeld nooit naar Nederland gehaald, omdat de Volkswagen importeur geen markt in de auto zag.
In China werd in 1999 een verlengde wielbasis van de Passat geïntroduceerd door Shanghai-Volkswagen, die tevens als basis diende voor de Škoda Superb. Bij beide was het platform 100 mm langer dan bij de oorspronkelijke Passat. Een bijgewerkte versie verscheen in 2005 onder de naam Passat Lingyu.

### Motoren
Gegevens van de basismodellen:
Benzine
| Type           | Motor     | Motor     | Motor   | Vermogen | Koppel | Sedan      | Sedan       | Variant    | Variant     | Jaartal     |
| Type           | Inhoud    | Cilinders | Kleppen | Vermogen | Koppel | 0–100 km/h | Topsnelheid | 0–100 km/h | Topsnelheid | Jaartal     |
| -------------- | --------- | --------- | ------- | -------- | ------ | ---------- | ----------- | ---------- | ----------- | ----------- |
| 1.6            | 1.595 cm³ | 4-in-lijn | 8V      | 101 pk   | 140 Nm | 12,5 s     | 192 km/h    | 13,1 s     | 186 km/h    | 1996 - 2000 |
| 1.6            | 1.595 cm³ | 4-in-lijn | 8V      | 102 pk   | 148 Nm | 12,7 s     | 192 km/h    | 13,3 s     | 185 km/h    | 2000 - 2005 |
| 1.8            | 1.781 cm³ | 4-in-lijn | 20V     | 125 pk   | 173 Nm | 11,1 s     | 206 km/h    | 11,3 s     | 199 km/h    | 1996 - 2000 |
| 1.8T           | 1.781 cm³ | 4-in-lijn | 20V     | 150 pk   | 210 Nm | 8,9 s      | 223 km/h    | 9,1 s      | 217 km/h    | 1996 - 2000 |
| 1.8T           | 1.781 cm³ | 4-in-lijn | 20V     | 150 pk   | 210 Nm | 9,2 s      | 221 km/h    | 9,4 s      | 214 km/h    | 2000 - 2005 |
| 2.0            | 1.984 cm³ | 4-in-lijn | 8V      | 115 pk   | 172 Nm | 11,2 s     | 200 km/h    | 11,5 s     | 194 km/h    | 2000 - 2005 |
| 2.0            | 1.984 cm³ | 4-in-lijn | 20V     | 130 pk   | 195 Nm | 9,9 s      | 210 km/h    | 10,3 s     | 204 km/h    | 2001 - 2005 |
| 2.3 VR5        | 2.327 cm³ | VR5       | 10V     | 150 pk   | 205 Nm | 8,9 s      | 223 km/h    | 9,1 s      | 217 km/h    | 1997 - 2000 |
| 2.3 V5         | 2.327 cm³ | VR5       | 20V     | 170 pk   | 220 Nm | 9,1 s      | 228 km/h    | 9,4 s      | 221 km/h    | 2000 - 2004 |
| 2.8 V6         | 2.771 cm³ | V6        | 30V     | 193 pk   | 280 Nm | 7,7 s      | 238 km/h    | 7,9 s      | 232 km/h    | 1997 - 2005 |
| 4.0 W8 4Motion | 3.999 cm³ | W8        | 32V     | 275 pk   | 370 Nm | 6,5 s      | 250 km/h    | 6,8 s      | 250 km/h    | 2001 - 2004 |

Diesel
| Type               | Motor     | Motor     | Motor   | Vermogen | Koppel     | Sedan      | Sedan       | Variant    | Variant     | Jaartal     |
| Type               | Inhoud    | Cilinders | Kleppen | Vermogen | Koppel     | 0–100 km/h | Topsnelheid | 0–100 km/h | Topsnelheid | Jaartal     |
| ------------------ | --------- | --------- | ------- | -------- | ---------- | ---------- | ----------- | ---------- | ----------- | ----------- |
| 1.9 TDI            | 1.896 cm³ | 4-in-lijn | 8V      | 90 pk    | 210 Nm     | 13,5 s     | 184 km/h    | 13,8 s     | 178 km/h    | 1996 - 2000 |
| 1.9 TDI            | 1.896 cm³ | 4-in-lijn | 8V      | 100 pk   | 250 Nm     | 12,4 s     | 191 km/h    | 12,8 s     | 184 km/h    | 1999 - 2005 |
| 1.9 TDI            | 1.896 cm³ | 4-in-lijn | 8V      | 110 pk   | 235 Nm     | 11,5 s     | 196 km/h    | 11,7 s     | 189 km/h    | 1996 - 2000 |
| 1.9 TDI            | 1.896 cm³ | 4-in-lijn | 8V      | 115 pk   | 285/310 Nm | 10,7 s     | 200 km/h    | 11,0 s     | 194 km/h    | 1998 - 2000 |
| 1.9 TDI            | 1.896 cm³ | 4-in-lijn | 8V      | 130 pk   | 285/310 Nm | 9,9 s      | 208 km/h    | 10,2 s     | 201 km/h    | 2000 - 2003 |
| 2.0 TDI DPF        | 1.968 cm³ | 4-in-lijn | 8V      | 136 pk   | 335 Nm     | 9,8 s      | 211 km/h    | 10,0 s     | 205 km/h    | 2003 - 2005 |
| 2.5 V6 TDI         | 2.496 cm³ | V6        | 24V     | 150 pk   | 310 Nm     | 9,4 s      | 220 km/h    | 9,6 s      | 214 km/h    | 1998 - 2003 |
| 2.5 V6 TDI         | 2.496 cm³ | V6        | 24V     | 163 pk   | 350 Nm     | 9,1 s      | 225 km/h    | 9,3 s      | 222 km/h    | 2003 - 2005 |
| 2.5 V6 TDI 4Motion | 2.496 cm³ | V6        | 24V     | 180 pk   | 370 Nm     | 8,7 s      | 226 km/h    | 8,9 s      | 223 km/h    | 2003 - 2005 |

## Passat B6 (2005-2010)
De zesde generatie van de Passat werd in 2005 onthuld op de Autosalon van Genève. In tegenstelling tot zijn voorgangers deelt de Passat B6 zijn platform niet met de Audi A4. Het nieuwe platform, PQ46 genaamd, is gebaseerd op het platform van de Golf V, waardoor hij weer dwarsgeplaatste motoren heeft en zo een automatische versnellingsbak van het type DSG kon worden toegepast. Hoewel dit model wel B6 wordt genoemd, is dit niet het geval. Vaak wordt een en ander verward met de Audi A4, die wel op het B6-platform staat. Dit gebeurde al eens eerder in de geschiedenis met de B3 en B4, welke ook geen relatie hadden met het Audiplatform.
De ontwerpstijl is afkomstig van VW's topklassemodel Phaeton, waar de Passat B5.5 ook al trekjes van had. Hoewel het nieuwe ontwerp enigszins controversieel is, verkoopt hij zelfs nog beter dan het vorige model.
Bij het 4Motion-vierwielaandrijvingsysteem werd overgestapt van het Torsen-middendifferentieel van de B5 naar een Haldexkoppeling. Deze Haldexkoppeling kan een groter krachtenverschil aan, zodat zelfs tot 100% van alle kracht naar één as gestuurd kan worden, terwijl de Torsen maximaal 66:34 of 34:66 aankon.
Begin 2008 werd de Passat CC onthuld, die in de zomer van 2008 leverbaar werd. Dit is een vierdeurscoupé die gebruikmaakt van het onderstel van de Passat. De Passat CC heeft vier afzonderlijke zitplaatsen en is luxueuzer uitgerust.

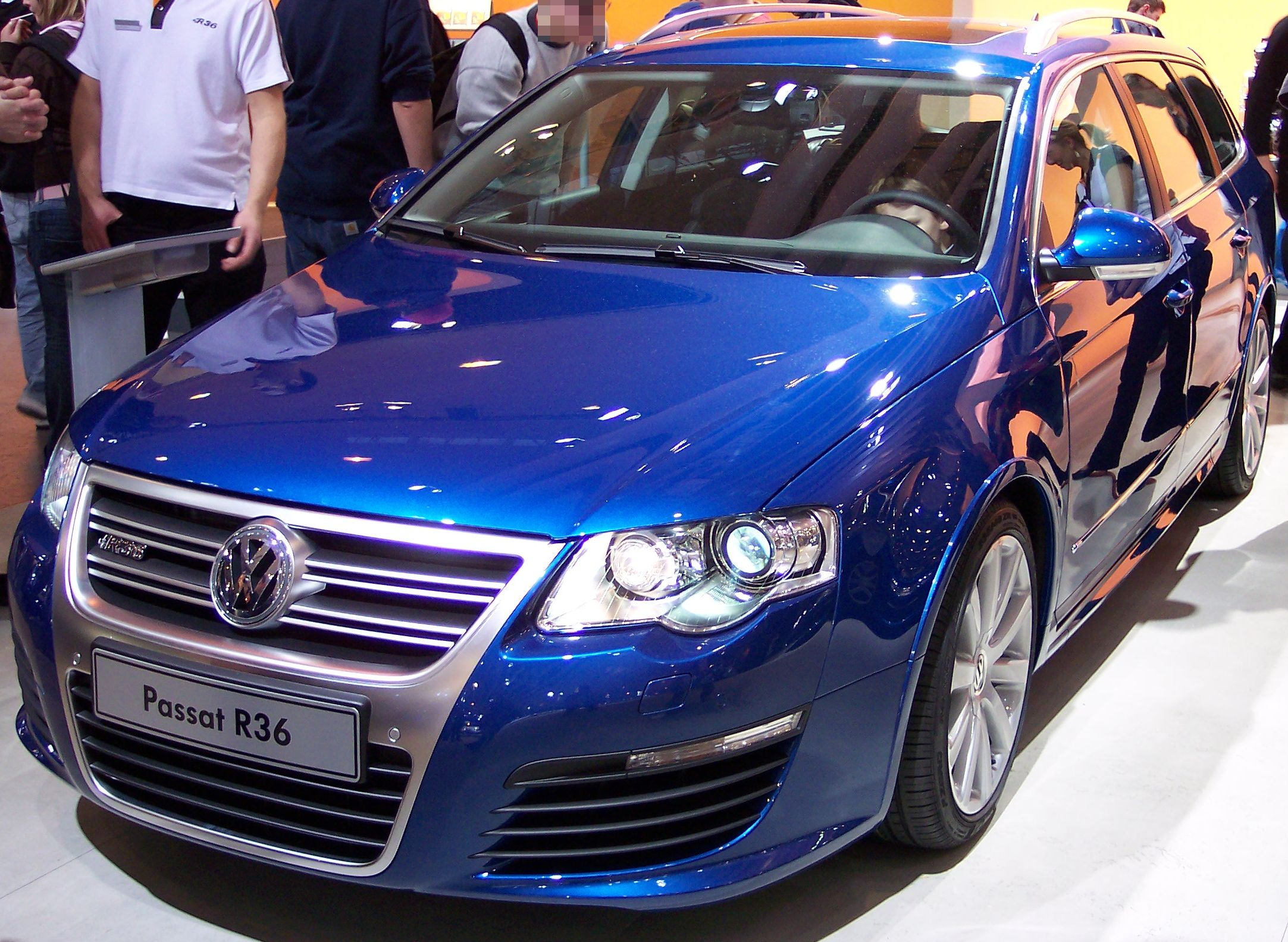
Volkswagen Passat R36 Variant

De benzinemotoren maken gebruik van Fuel Stratified Injection, waarbij de brandstof direct wordt ingespoten voor een gunstiger brandstofverbruik. Het motorgamma bestaat uit een 1,6 literviercilinder tot een VR6-motor van 3,6 liter. De dieselmotoren zijn een 1,9-liter van 105 pk en een 2,0-liter van 140 en 170 pk, allen met pompverstuivertechniek. De 170 pk-versie kwam in 2006 met pïezo-injectoren op de markt. In februari 2008 werd de 2.0 TDI van 140 pk met pompverstuiverinspuiting vervangen door één met common-rail-inspuiting, die al eerder debuteerde in de Volkswagen Tiguan, eveneens met 140 pk. Met de vernieuwde inspuiting ligt het verbruik van de motor gemiddeld 6% lager en stoot hij 6,9% minder uit.
Hoewel de VR6-motor van 3,2 liter en 250 pk het predicaat FSI draagt, is niet zeker of hij daadwerkelijk ook directe benzine-inspuiting heeft, aangezien de motor in andere VAG-modellen geen FSI heeft.

### R36
In september 2007 werd op de Internationale Automobilausstellung in Frankfurt de Passat R36 gepresenteerd. Dit sportmodel heeft de VR6-motor van 3,6 liter (die onder meer in de Touareg en de Amerikaanse Passat wordt gebruikt), die in de R36 300 pk levert, waarmee de Variant in 5,8 seconden naar de 100 km/h sprint. Echter heeft Volkswagen weinig haast met de levering van dit model, waardoor deze al een jaar is uitgesteld. De oorzaak hiervan zou zijn dat de rijeigenschappen niet naar tevredenheid waren en dat de wagen de gemiddelde CO2-uitstoot van Volkswagen te veel zou verhogen, waardoor het "groene" imago van het merk aangetast zou worden.

### BlueMotion
Ook kwam er in 2007 een extra zuinige BlueMotion-versie om de markt met een TDI-dieselmotor van 1,9 liter, die 105 pk levert en in de testcyclus gemiddeld 5,1 liter brandstof per 100 kilometer verbruikt (1:19,6). Door de 70 literbrandstoftank heeft de auto een actieradius van maximaal 1350 kilometer. Deze waarde werd bereikt door onder meer het stationair toerental van de motor te verlagen van 830 tpm tot 730 tpm en de schakeloverbrengingen te verlengen. Daarnaast werd de auto voor met 15 mm en achter met 8 mm verlaagd, wat de aerodynamica ten goede komt.
In 2008 werd deze vervangen door een 2,0-liter, en eind 2009 werd deze vervangen door een common-rail-TDI van 1,6 liter, 105 pk en 250 Nm.

### Motoren
Gegevens van de basismodellen:
Benzine
| Type               | Motor     | Motor     | Motor   | Vermogen | Koppel | Sedan      | Sedan       | Variant    | Variant     | Jaartal     |
| Type               | Inhoud    | Cilinders | Kleppen | Vermogen | Koppel | 0–100 km/h | Topsnelheid | 0–100 km/h | Topsnelheid | Jaartal     |
| ------------------ | --------- | --------- | ------- | -------- | ------ | ---------- | ----------- | ---------- | ----------- | ----------- |
| 1.4 TSI            | 1.390 cm³ | 4-in-lijn | 16V     | 122 pk   | 210 Nm | 10,5 s     | 203 km/h    | 10,8 s     | 200 km/h    | 2008 - 2010 |
| 1.4 TSI Bluemotion | 1.390 cm³ | 4-in-lijn | 16V     | 122 pk   | 210 Nm | 10,3 s     | 205 km/h    | 10,6 s     | 202 km/h    | 2009 - 2010 |
| 1.6                | 1.595 cm³ | 4-in-lijn | 8V      | 102 pk   | 148 Nm | 12,4 s     | 200 km/h    | 12,8 s     | 187 km/h    | 2005 - 2010 |
| 1.6 FSI            | 1.595 cm³ | 4-in-lijn | 16V     | 116 pk   | 155 Nm | 11,4 s     | 200 km/h    | 11,7 s     | 197 km/h    | 2005 - 2009 |
| 1.8 TSI            | 1.798 cm³ | 4-in-lijn | 16V     | 160 pk   | 250 Nm | 8,6 s      | 220 km/h    | 8,8 s      | 217 km/h    | 2008 - 2010 |
| 2.0 FSI            | 1.984 cm³ | 4-in-lijn | 16V     | 150 pk   | 200 Nm | 9,4 s      | 213 km/h    | 9,6 s      | 210 km/h    | 2005 - 2008 |
| 2.0 T(F)SI         | 1.984 cm³ | 4-in-lijn | 16V     | 200 pk   | 280 Nm | 7,6 s      | 235 km/h    | 7,7 s      | 232 km/h    | 2005 - 2010 |
| 3.2 V6 FSI 4Motion | 3.189 cm³ | VR6       | 24V     | 250 pk   | 320 Nm | 6,9 s      | 246 km/h    | 7,2 s      | 243 km/h    | 2005 - 2010 |
| R36 4Motion        | 3.597 cm³ | VR6       | 24V     | 300 pk   | 350 Nm | 5,6 s      | 250 km/h    | 5,8 s      | 250 km/h    | 2008 - 2010 |

Aardgas
| Type            | Motor     | Motor     | Motor   | Vermogen | Koppel | Sedan      | Sedan       | Variant    | Variant     | Jaartal     |
| Type            | Inhoud    | Cilinders | Kleppen | Vermogen | Koppel | 0–100 km/h | Topsnelheid | 0–100 km/h | Topsnelheid | Jaartal     |
| --------------- | --------- | --------- | ------- | -------- | ------ | ---------- | ----------- | ---------- | ----------- | ----------- |
| 1.4 TSI Ecofuel | 1.390 cm³ | 4-in-lijn | 16V     | 150 pk   | 220 Nm | 9,8 s      | 213 km/h    | 9,9 s      | 210 km/h    | 2009 - 2010 |

Diesel
| Type               | Motor     | Motor     | Motor   | Motor           | Vermogen | Koppel | Sedan      | Sedan       | Variant    | Variant     | Jaartal     |
| Type               | Inhoud    | Cilinders | Kleppen | Voeding         | Vermogen | Koppel | 0–100 km/h | Topsnelheid | 0–100 km/h | Topsnelheid | Jaartal     |
| ------------------ | --------- | --------- | ------- | --------------- | -------- | ------ | ---------- | ----------- | ---------- | ----------- | ----------- |
| 1.9 TDI            | 1.896 cm³ | 4-in-lijn | 8V      | Pompverstuivers | 105 pk   | 250 Nm | 12,4 s     | 188 km/h    | 12,4 s     | 185 km/h    | 2005 - 2008 |
| 1.9 TDI BlueMotion | 1.896 cm³ | 4-in-lijn | 8V      | Pompverstuivers | 105 pk   | 250 Nm | 12,1 s     | 193 km/h    | 12,4 s     | 190 km/h    | 2007 - 2008 |
| 1.6 TDI BlueMotion | 1.598 cm³ | 4-in-lijn | 16V     | Common Rail     | 105 pk   | 250 Nm | 12,4 s     | 193 km/h    | 12,7 s     | 190 km/h    | 2009 - 2010 |
| 2.0 TDI            | 1.968 cm³ | 4-in-lijn | 16V     | Common Rail     | 110 pk   | 250 Nm | 11,8 s     | 192 km/h    | 12,0 s     | 190 km/h    | 2008 - 2010 |
| 2.0 TDI BlueMotion | 1.968 cm³ | 4-in-lijn | 16V     | Common Rail     | 110 pk   | 250 Nm | 11,7 s     | 198 km/h    | 11,9 s     | 196 km/h    | 2008 - 2010 |
| 2.0 TDI            | 1.968 cm³ | 4-in-lijn | 16V     | Pompverstuivers | 140 pk   | 320 Nm | 9,8 s      | 209 km/h    | 10,1 s     | 206 km/h    | 2005 - 2008 |
| 2.0 TDI            | 1.968 cm³ | 4-in-lijn | 16V     | Common Rail     | 140 pk   | 320 Nm | 9,8 s      | 209 km/h    | 10,1 s     | 206 km/h    | 2008 - 2010 |
| 2.0 TDI Bluemotion | 1.968 cm³ | 4-in-lijn | 16V     | Common Rail     | 140 pk   | 320 Nm | 9,8 s      | 210 km/h    | 10,1 s     | 208 km/h    | 2010 - 2010 |
| 2.0 TDI BlueTDI    | 1.968 cm³ | 4-in-lijn | 16V     | Common Rail     | 143 pk   | 350 Nm | 9,9 s      | 210 km/h    | 10,1 s     | 206 km/h    | 2009 - 2010 |
| 2.0 TDI            | 1.968 cm³ | 4-in-lijn | 16V     | Pompverstuivers | 170 pk   | 350 Nm | 8,6 s      | 223 km/h    | 8,8 s      | 220 km/h    | 2006 - 2008 |
| 2.0 TDI            | 1.968 cm³ | 4-in-lijn | 16V     | Common Rail     | 170 pk   | 350 Nm | 8,6 s      | 223 km/h    | 8,8 s      | 220 km/h    | 2008 - 2010 |

## Passat B7 (2010-2013)

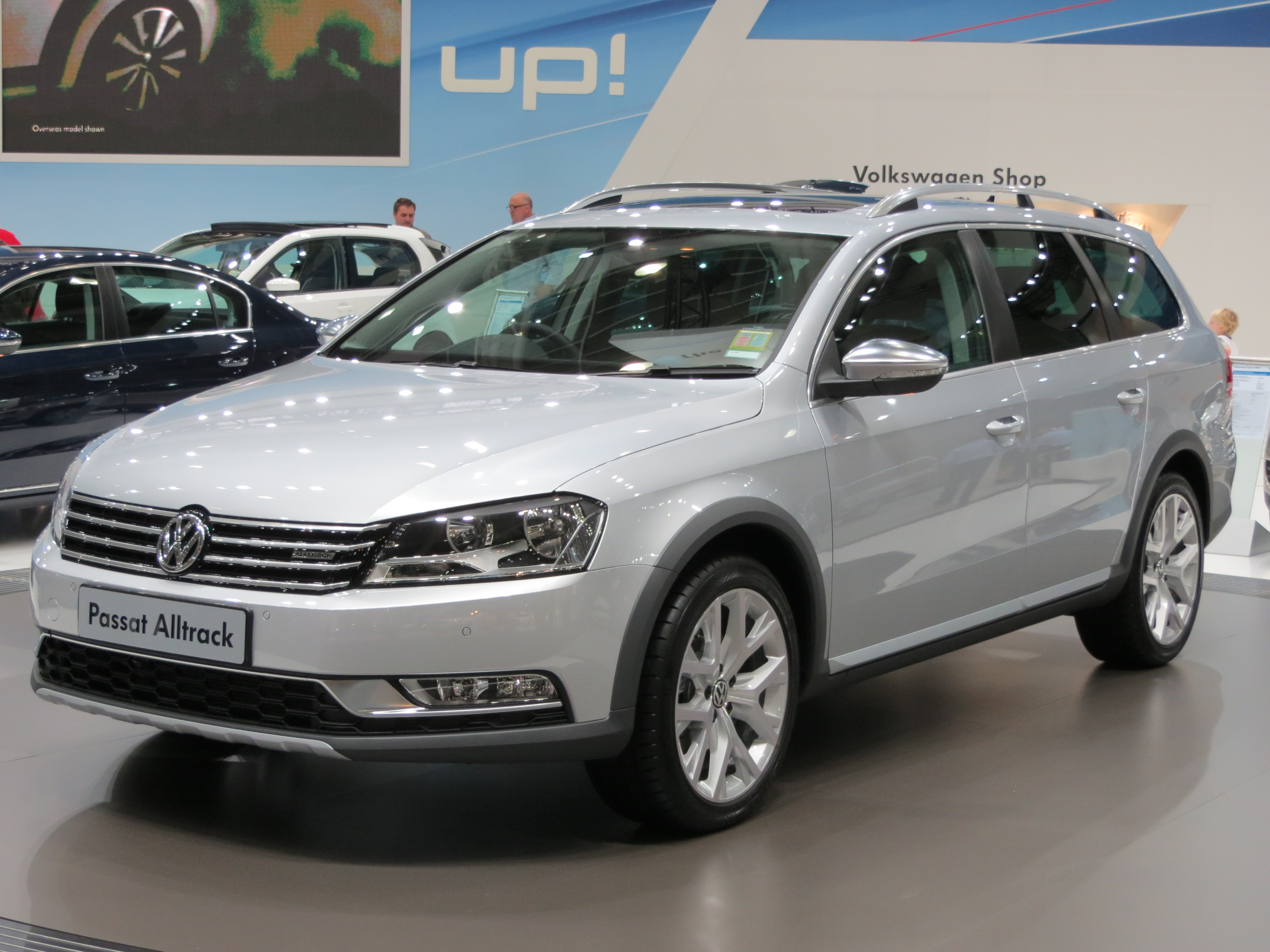
Volkswagen Passat Alltrack

De zevende generatie van de Passat werd in oktober 2010 voorgesteld op de Mondial de l'Automobile in Parijs. Het gaat hierbij om een ingrijpende facelift/modernisering van het B6-model. De Passat werd aangepast aan het huidige familiegezicht van Volkswagen. De eerste modellen verschenen eind 2010 op de weg. Nieuwe verkrijgbare opties zijn een inklapbare trekhaak, navigatiesysteem met verkeersbordherkenningssysteem, Easy Open voor de achterklep, Adaptive Cruise Control en vermoeidheidsherkenning.
Op 12 januari 2011 onthulde Volkswagen of America zijn versie van de Volkswagen Passat. Aanvankelijk had deze auto de codenaam NMS, New Midsize Sedan. In de basis de Europese versie van de auto, maar dan met goedkopere onderdelen en versimpelde techniek. Geen exterieurdeel is hetzelfde. Ook is de auto maar met drie motoren leverbaar: De 2,5 liter 5-cilinder 170 pk, eventueel met automaat, een 2,0 liter Clean Diesel TDI AdBlue-motor met 140 pk en 6 versnellingen of 6-versnellingen-DSG. Tot slot de topmotorisering met 3,6 liter VR6 met 280 pk en 6-versnellingen-DSG. Optioneel in de Amerikaanse versie is een geluidsysteem van Fender. In de Europese versies is dit DynAudio. De eerste Passats in Amerika werden geleverd in 1987, en sinds die tijd zijn er 700.000 stuks verkocht in dat land. De productie van deze versie vond plaats in de Volkswagen-fabriek in Chattanooga (Tennessee).

### Alltrack
In 2012 kwam Volkswagen met zijn eigen variant van de Audi Allroad, de Passat Variant Alltrack.

### Motoren
Gegevens van de basismodellen:
Benzine
| Type           | Motor     | Motor     | Motor   | Vermogen | Koppel | Sedan      | Sedan       | Variant    | Variant     | Jaartal     |
| Type           | Inhoud    | Cilinders | Kleppen | Vermogen | Koppel | 0–100 km/h | Topsnelheid | 0–100 km/h | Topsnelheid | Jaartal     |
| -------------- | --------- | --------- | ------- | -------- | ------ | ---------- | ----------- | ---------- | ----------- | ----------- |
| 1.4 TSI        | 1.390 cm³ | 4-in-lijn | 16V     | 122 pk   | 200 Nm | 10,3 s     | 205 km/h    | 10,6 s     | 202 km/h    | 2010 - 2014 |
| 1.4 TSI        | 1.390 cm³ | 4-in-lijn | 16V     | 160 pk   | 250 Nm | 8,5 s      | 220 km/h    | 8,7 s      | 218 km/h    | 2012 - 2014 |
| 1.8 TSI        | 1.798 cm³ | 4-in-lijn | 16V     | 160 pk   | 250 Nm | 8,5 s      | 220 km/h    | 8,7 s      | 218 km/h    | 2010 - 2012 |
| 2.0 TSI        | 1.984 cm³ | 4-in-lijn | 16V     | 210 pk   | 280 Nm | 7,6 s      | 238 km/h    | 7,7 s      | 235 km/h    | 2010 - 2014 |
| 3.6 V6 4Motion | 3.598 cm³ | VR6       | 24V     | 300 pk   | 350 Nm | 5,5 s      | 250 km/h    | 5,7 s      | 250 km/h    | 2011 - 2014 |

Aardgas
| Type            | Motor     | Motor     | Motor   | Vermogen | Koppel | Sedan      | Sedan       | Variant    | Variant     | Jaartal     |
| Type            | Inhoud    | Cilinders | Kleppen | Vermogen | Koppel | 0–100 km/h | Topsnelheid | 0–100 km/h | Topsnelheid | Jaartal     |
| --------------- | --------- | --------- | ------- | -------- | ------ | ---------- | ----------- | ---------- | ----------- | ----------- |
| 1.4 TSI Ecofuel | 1.390 cm³ | 4-in-lijn | 16V     | 150 pk   | 220 Nm | 9,8 s      | 214 km/h    | 9,9 s      | 212 km/h    | 2010 - 2014 |

Diesel
| Type               | Motor     | Motor     | Motor   | Motor       | Vermogen | Koppel | Sedan      | Sedan       | Variant    | Variant     | Jaartal     |
| Type               | Inhoud    | Cilinders | Kleppen | Voeding     | Vermogen | Koppel | 0–100 km/h | Topsnelheid | 0–100 km/h | Topsnelheid | Jaartal     |
| ------------------ | --------- | --------- | ------- | ----------- | -------- | ------ | ---------- | ----------- | ---------- | ----------- | ----------- |
| 1.6 TDI BlueMotion | 1.598 cm³ | 4-in-lijn | 16V     | Common Rail | 105 pk   | 250 Nm | 12,2 s     | 198 km/h    | 12,5 s     | 196 km/h    | 2010 - 2014 |
| 2.0 TDI BMT        | 1.968 cm³ | 4-in-lijn | 16V     | Common Rail | 140 pk   | 320 Nm | 9,8 s      | 213 km/h    | 10,0 s     | 210 km/h    | 2010 - 2014 |
| 2.0 TDI BlueTDI    | 1.968 cm³ | 4-in-lijn | 16V     | Common Rail | 140 pk   | 320 Nm | 9,9 s      | 213 km/h    | 10,0 s     | 210 km/h    | 2011 - 2014 |
| 2.0 TDI BMT        | 1.968 cm³ | 4-in-lijn | 16V     | Common Rail | 170 pk   | 350 Nm | 8,6 s      | 227 km/h    | 8,8 s      | 224 km/h    | 2010 - 2013 |
| 2.0 TDI BMT        | 1.968 cm³ | 4-in-lijn | 16V     | Common Rail | 177 pk   | 380 Nm | 8,4 s      | 227 km/h    | 8,6 s      | 224 km/h    | 2013 - 2014 |

## Passat B8 (2014-2023)
De achtste generatie Passat werd in Europa vanaf 2014 geproduceerd. Het model is gebaseerd op het MQB platform (Modularer Querbaukasten, modulair systeem).
De Passat is verkrijgbaar in de uitvoeringen Trendline, Comfortline en Highline. Daarnaast zijn er ook tijdelijke actiemodellen geweest zoals de Business Edition, Business Edition R, Connected Series en Connected Series Plus. Ook is er een GTE uitvoering, deze is alleen leverbaar als Plug In Hybride.
De krachtigste motor is een 2.0 BiTDI met een vermogen van 240 pk welke standaard voorzien is van vierwielaandrijving en een 7-traps DSG.
Enkele innovaties van dit model zijn:
- LED koplampen
- Front Assist anti-aanrijdingssysteem
- Adaptive cruise control
- Lane, side en trailer assist
- Detectie slaperigheid van bestuurder
- Active Info Display, een digitaal instrumentenpaneel waar o.a. de navigatiekaart kan worden weergegeven
- Area view, 360° zicht rondom de auto op het navigatiesysteem

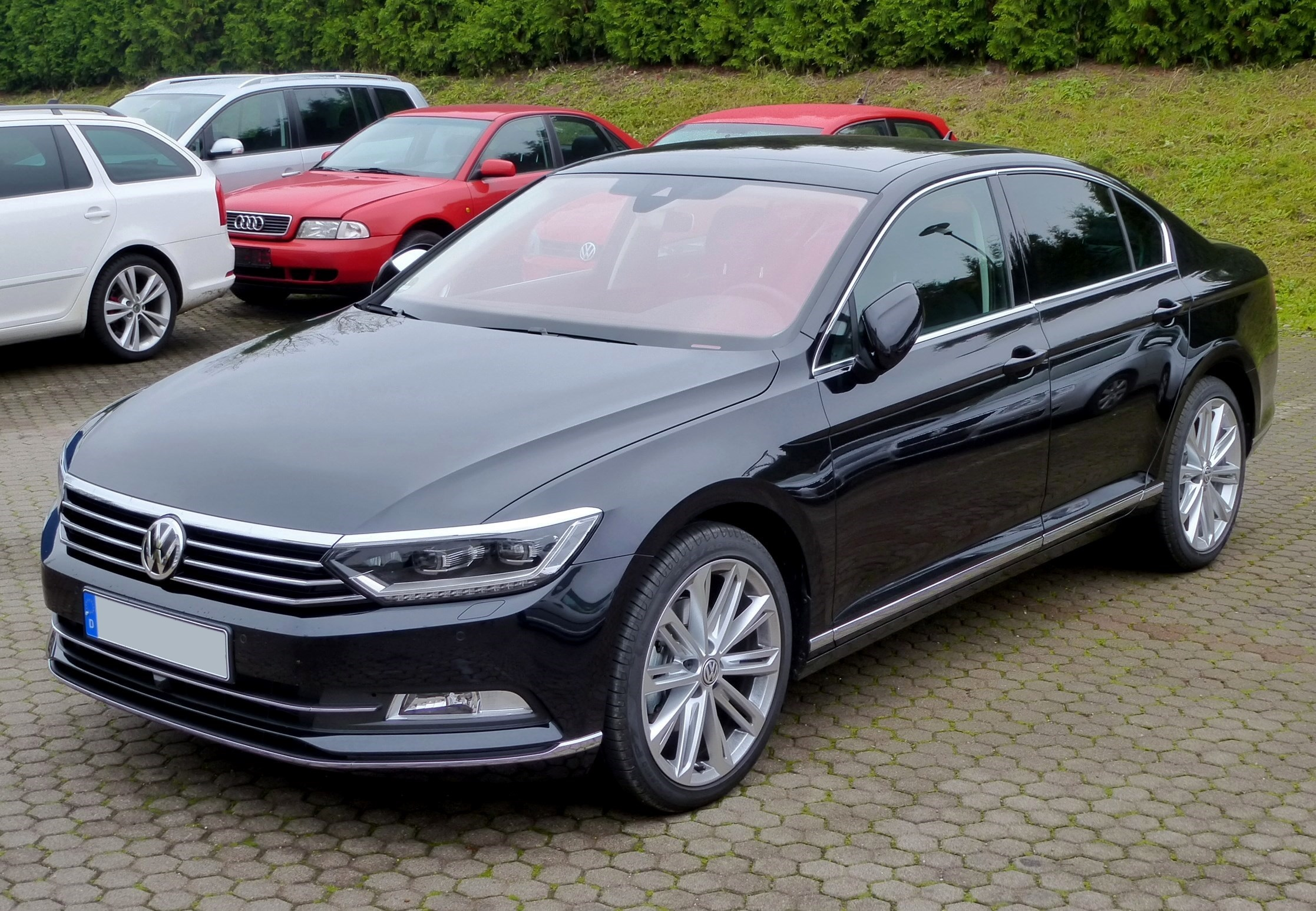
Limousine voorzijde
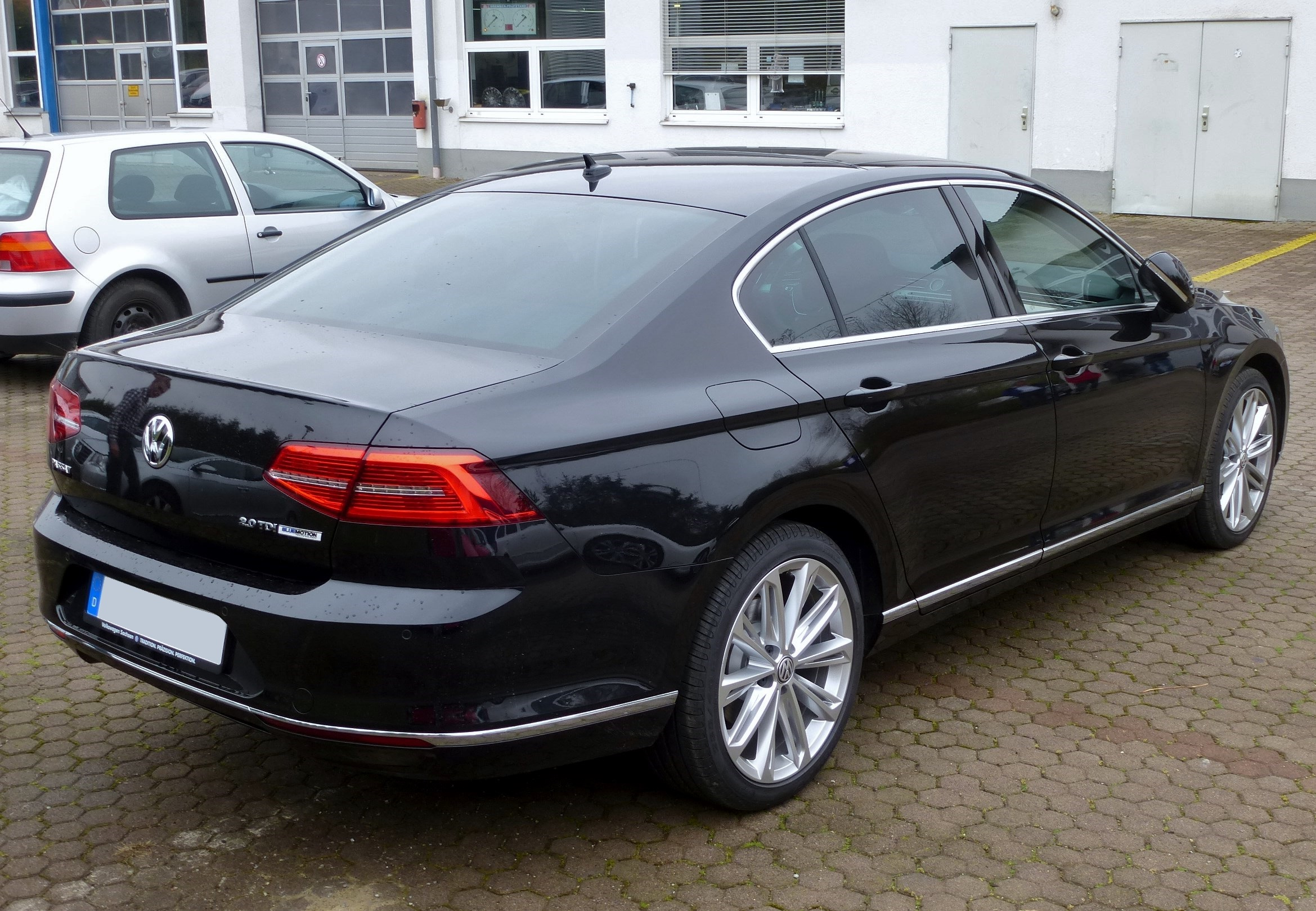
Limousine achterzijde
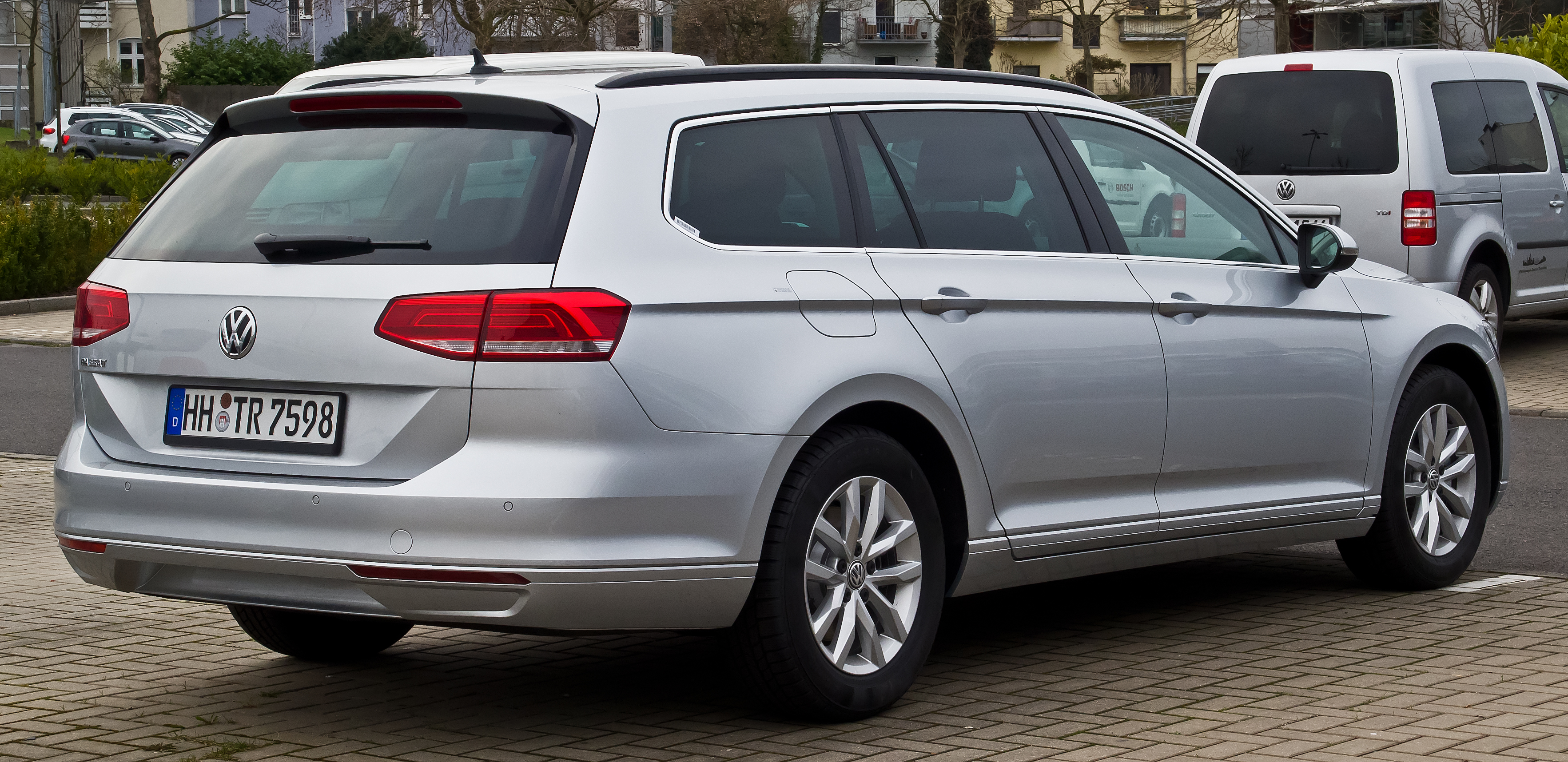
Variant achterzijde
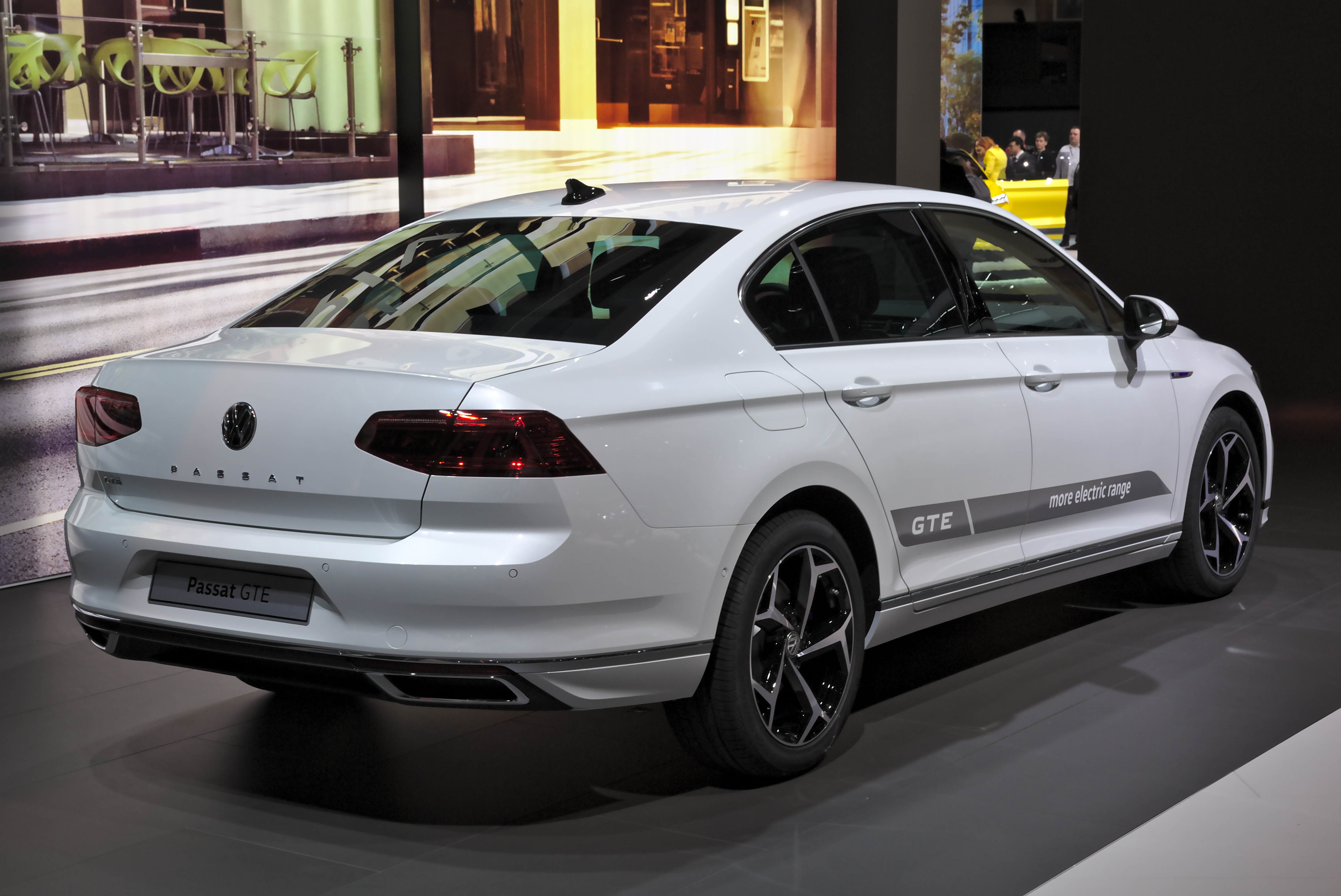
Limousine GTE
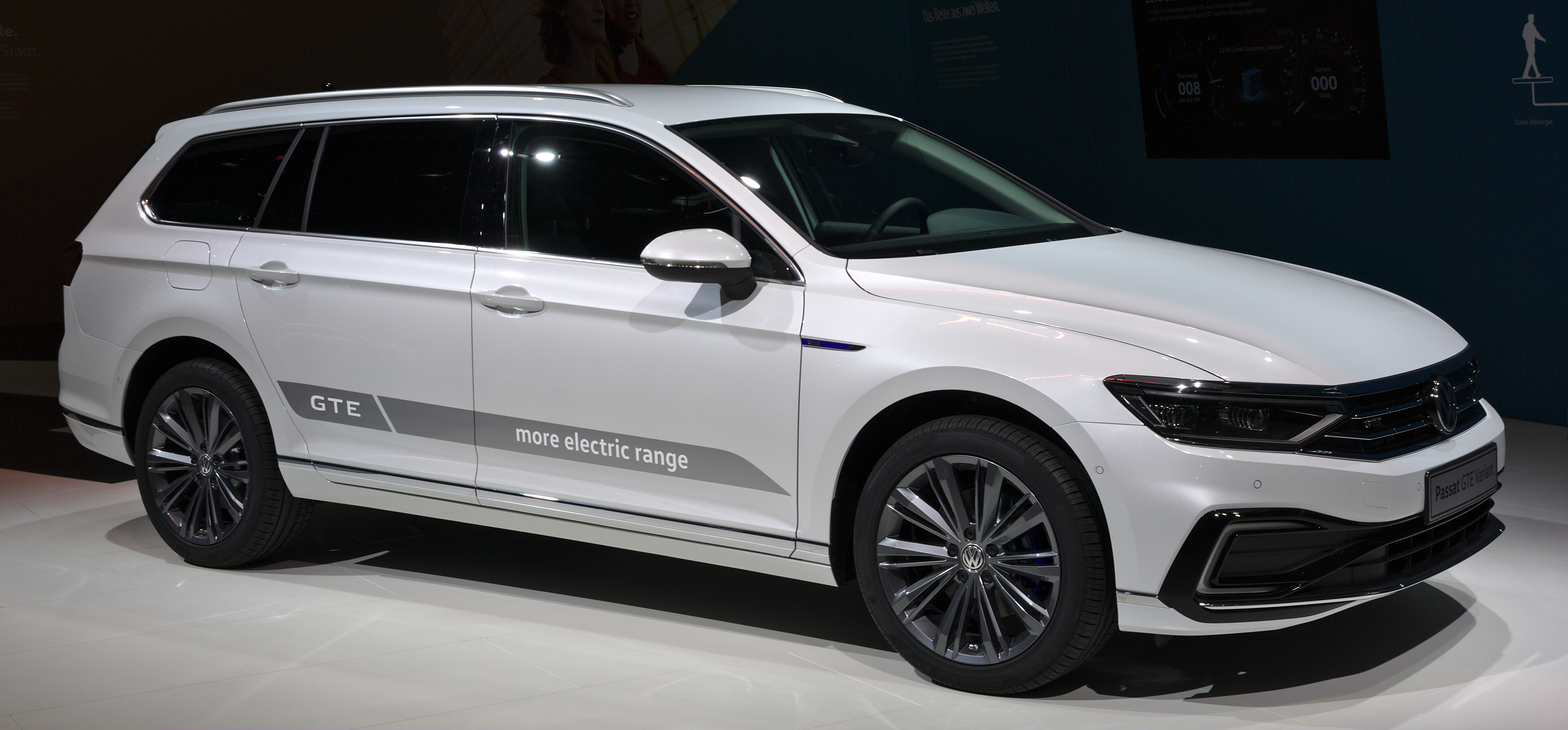
Variant GTE

### Volkswagen Passat GTE
Dit is een speciale plug-in-hybrideversie en werd onthuld tijdens de Mondial de l'Automobile in Parijs in 2014. Van de Passat GTE bestaat een sedan- en variantuitvoering.
De GTE is herkenbaar aan de blauwe sierlijst in de grille, specifieke ledverlichting in de bumper en heeft blauwe remklauwen. Tevens zijn er blauwe accenten in het interieur verwerkt. De Volkswagen Passat GTE is voorzien van een 115 kW/156 pk sterke 1,4-liter TSI-benzinemotor die samenwerkt met een elektromotor van 85 kW/115 pk. Het gezamenlijk piekvermogen is 160 kW/218 pk en maximaal 400 Nm koppel. Een zestraps DSG-transmissie is standaard. De elektromotor wordt gevoed door een lithium-ion-accu met een capaciteit van 9,9 kWh. In ‘e-mode’ kan de Passat GTE een afstand van maximaal vijftig kilometer volledig elektrisch rijden. De ‘elektrische’ maximumsnelheid bedraagt 130 km/h. Het stopcontact voor het opladen van de accu bevindt zich rechts naast het Volkswagen logo achter een klepje in de gril.

### Motoren
Gegevens van de basismodellen:
Benzine
| Type            | Motor     | Motor     | Motor   | Vermogen | Koppel | Sedan      | Sedan       | Variant    | Variant     | Jaartal     |
| Type            | Inhoud    | Cilinders | Kleppen | Vermogen | Koppel | 0–100 km/h | Topsnelheid | 0–100 km/h | Topsnelheid | Jaartal     |
| --------------- | --------- | --------- | ------- | -------- | ------ | ---------- | ----------- | ---------- | ----------- | ----------- |
| 1.4 TSI         | 1.395 cm³ | 4-in-lijn | 16V     | 125 pk   | 200 Nm | 9,7 s      | 208 km/h    | 9,9 s      | 206 km/h    | 2014 - 2018 |
| 1.4 TSI ACT     | 1.395 cm³ | 4-in-lijn | 16V     | 150 pk   | 250 Nm | 8,4 s      | 220 km/h    | 8,6 s      | 218 km/h    | 2014 - 2018 |
| 1.5 TSI         | 1.498 cm³ | 4-in-lijn | 16V     | 150 pk   | 250 Nm | 8,4 s      | 215 km/h    | 8,6 s      | 213 km/h    | 2018 - 2019 |
| 1.8 TSI         | 1.798 cm³ | 4-in-lijn | 16V     | 180 pk   | 250 Nm | 7,9 s      | 232 km/h    | 8,1 s      | 230 km/h    | 2015 - 2016 |
| 2.0 TSI 4Motion | 1.984 cm³ | 4-in-lijn | 16V     | 280 pk   | 350 Nm | 5,5 s      | 250 km/h    | 5,7 s      | 250 km/h    | 2015 - 2018 |

PHEV
| Type | Motor     | Motor     | Motor   | Vermogen gecombineerd | Koppel gecombineerd | Sedan      | Sedan       | Variant    | Variant     | Jaartal     |
| Type | Inhoud    | Cilinders | Kleppen | Vermogen gecombineerd | Koppel gecombineerd | 0–100 km/h | Topsnelheid | 0–100 km/h | Topsnelheid | Jaartal     |
| ---- | --------- | --------- | ------- | --------------------- | ------------------- | ---------- | ----------- | ---------- | ----------- | ----------- |
| GTE  | 1.390 cm³ | 4-in-lijn | 16V     | 218 pk                | 400 Nm              | 7,4 s      | 225 km/h    | 7,6 s      | 225 km/h    | 2015 - 2018 |

Diesel
| Type                | Motor     | Motor     | Motor   | Motor       | Vermogen | Koppel | Sedan      | Sedan       | Variant    | Variant     | Jaartal     |
| Type                | Inhoud    | Cilinders | Kleppen | Voeding     | Vermogen | Koppel | 0–100 km/h | Topsnelheid | 0–100 km/h | Topsnelheid | Jaartal     |
| ------------------- | --------- | --------- | ------- | ----------- | -------- | ------ | ---------- | ----------- | ---------- | ----------- | ----------- |
| 1.6 TDI BMT         | 1.598 cm³ | 4-in-lijn | 16V     | Common Rail | 120 pk   | 250 Nm | 10,8 s     | 210 km/h    | 11,0 s     | 204 km/h    | 2014 - 2018 |
| 2.0 TDI BMT         | 1.968 cm³ | 4-in-lijn | 16V     | Common Rail | 150 pk   | 340 Nm | 8,7 s      | 220 km/h    | 8,9 s      | 218 km/h    | 2014 - 2019 |
| 2.0 TDI BMT         | 1.968 cm³ | 4-in-lijn | 16V     | Common Rail | 190 pk   | 400 Nm | 7,9 s      | 237 km/h    | 8,1 s      | 235 km/h    | 2014 - 2016 |
| 2.0 TDI BMT 4Motion | 1.968 cm³ | 4-in-lijn | 16V     | Common Rail | 240 pk   | 500 Nm | 6,1 s      | 240 km/h    | 6,3 s      | 238 km/h    | 2014 - 2018 |

### Facelift
Voor het modeljaar 2020 (vanaf juni 2019) heeft Volkswagen de Passat B8 een facelift gegeven. Naast optische aanpassingen van de carrosserie zijn de uitvoeringen hernoemd en is de basisuitvoering luxer uitgevoerd. De beschikbare uitvoeringen zijn nu Comfort (Business) en Elegance (Business R). Ook zijn er nieuwe opties beschikbaar geworden. Standaard wordt de Passat nu geleverd met o.a. LED verlichting, navigatie, Adaptive Cruise Control en Lane Assist.
De Passat Limousine werd in december 2021 uit het modelgamma gehaald en was de Passat alleen nog als Variant bestelbaar.

### Motoren
Gegevens van de basismodellen:
Benzine
| Type                | Motor     | Motor     | Motor   | Vermogen | Koppel | Sedan      | Sedan       | Variant    | Variant     | Jaartal     |
| Type                | Inhoud    | Cilinders | Kleppen | Vermogen | Koppel | 0–100 km/h | Topsnelheid | 0–100 km/h | Topsnelheid | Jaartal     |
| ------------------- | --------- | --------- | ------- | -------- | ------ | ---------- | ----------- | ---------- | ----------- | ----------- |
| 1.5 TSI ACT         | 1.498 cm³ | 4-in-lijn | 16V     | 150 pk   | 250 Nm | 8,7 s      | 220 km/h    | 8,9 s      | 214 km/h    | 2019 - 2023 |
| 2.0 TSI ACT         | 1.984 cm³ | 4-in-lijn | 16V     | 190 pk   | 320 Nm | 7,5 s      | 238 km/h    | 7,7 s      | 232 km/h    | 2019 - 2021 |
| 2.0 TSI ACT 4Motion | 1.984 cm³ | 4-in-lijn | 16V     | 272 pk   | 350 Nm | 5,6 s      | 250 km/h    | 5,8 s      | 250 km/h    | 2019 - 2020 |

PHEV
| Type | Motor     | Motor     | Motor   | Vermogen gecombineerd | Koppel gecombineerd | Sedan      | Sedan       | Variant    | Variant     | Jaartal     |
| Type | Inhoud    | Cilinders | Kleppen | Vermogen gecombineerd | Koppel gecombineerd | 0–100 km/h | Topsnelheid | 0–100 km/h | Topsnelheid | Jaartal     |
| ---- | --------- | --------- | ------- | --------------------- | ------------------- | ---------- | ----------- | ---------- | ----------- | ----------- |
| GTE  | 1.390 cm³ | 4-in-lijn | 16V     | 218 pk                | 400 Nm              | 7,4 s      | 222 km/h    | 7,6 s      | 222 km/h    | 2019 - 2023 |

Diesel
| Type    | Motor     | Motor     | Motor   | Motor       | Vermogen | Koppel | Sedan      | Sedan       | Variant    | Variant     | Jaartal     |
| Type    | Inhoud    | Cilinders | Kleppen | Voeding     | Vermogen | Koppel | 0–100 km/h | Topsnelheid | 0–100 km/h | Topsnelheid | Jaartal     |
| ------- | --------- | --------- | ------- | ----------- | -------- | ------ | ---------- | ----------- | ---------- | ----------- | ----------- |
| 1.6 TDI | 1.598 cm³ | 4-in-lijn | 16V     | Common Rail | 120 pk   | 250 Nm | 11,0 s     | 205 km/h    | 11,0 s     | 199 km/h    | 2019 - 2020 |
| 2.0 TDI | 1.968 cm³ | 4-in-lijn | 16V     | Common Rail | 150 pk   | 340 Nm | 8,9 s      | 220 km/h    | 9,1 s      | 210 km/h    | 2019 - 2023 |
| 2.0 TDI | 1.968 cm³ | 4-in-lijn | 16V     | Common Rail | 190 pk   | 400 Nm | 7,7 s      | 236 km/h    | 7,9 s      | 232 km/h    | 2019 - 2020 |
| 2.0 TDI | 1.968 cm³ | 4-in-lijn | 16V     | Common Rail | 200 pk   | 400 Nm | 7,4 s      | 237 km/h    | 7,6 s      | 233 km/h    | 2019 - 2021 |

## Passat B9 (2024-heden)

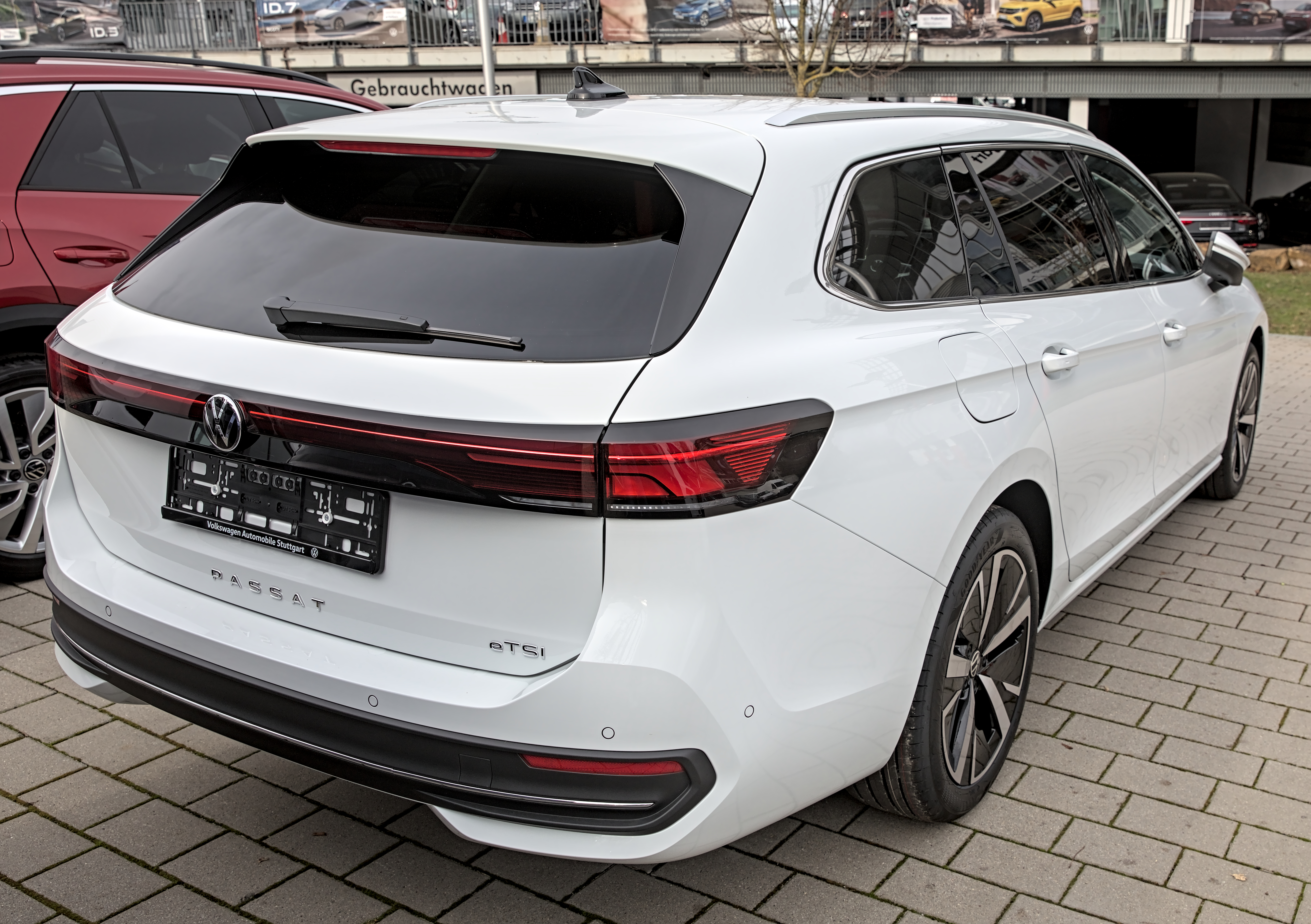
achterzijde

De negende generatie Passat wordt uitsluitend aangeboden als stationwagen en is vanaf begin 2024 te verkrijgen met benzine-, mild-hybride- en dieselmotoren. Er zijn ook twee nieuwe plug-inhybrides met een elektrisch bereik tot 100 km. In Nederland zijn alleen de 1.5 eTSI en twee eHybrid modellen leverbaar.
De Passat, die nu bijna 4,92 meter lang is, is nog steeds gebaseerd op de modulaire dwarsmatrix (MQB+). De productie werd verplaatst van de fabriek in Emden naar Bratislava. De elektrisch aangedreven ID.7 wordt voortaan in Emden geproduceerd. 
Van de 14,4 cm lengtetoename ten opzichte van het vorige model is vijf centimeter te danken aan de wielbasis; deze is nu 2,84 m. Met 690 liter is de kofferbak met 40 liter toegenomen, wanneer de achterbank wordt neergeklapt groeit dit tot maximaal 1920 liter. De luchtweerstandscoëfficiënt werd verbeterd van 0,31 naar 0,25. Dit werd onder meer bereikt via een radiatorscherm en een dakrandspoiler.
De Passat B9 wordt alleen viercilinder turbomotoren geleverd welke standaard geleverd worden met een automatische versnellingsbak met dubbele koppeling. Deze wordt niet meer op de middenconsole bediend, maar via een hendel aan het stuurkolom.
Ten opzichte van het vorige model is de basisuitrusting uitgebreid met onder andere: automatische klimaatbeheersing en adaptieve cruisecontrol.

### Motoren
Gegevens van de basismodellen:
Benzine
| Type            | Motor     | Motor     | Motor   | Vermogen | Koppel | 0–100 km/h | Topsnelheid | Jaartal      |
| Type            | Inhoud    | Cilinders | Kleppen | Vermogen | Koppel | 0–100 km/h | Topsnelheid | Jaartal      |
| --------------- | --------- | --------- | ------- | -------- | ------ | ---------- | ----------- | ------------ |
| 1.5 eTSI        | 1.498 cm³ | 4-in-lijn | 16V     | 150 pk   | 250 Nm | 9,3 s      | 222 km/h    | 2023 - heden |
| 2.0 TSI         | 1.984 cm³ | 4-in-lijn | 16V     | 204 pk   | 320 Nm | 7,5 s      | 232 km/h    | 2025 - heden |
| 2.0 TSI 4Motion | 1.984 cm³ | 4-in-lijn | 16V     | 265 pk   | 400 Nm | 5,8 s      | 250 km/h    | 2024 - heden |

PHEV
| Type    | Motor     | Motor     | Motor   | Vermogen gecombineerd | Koppel gecombineerd | 0–100 km/h | Topsnelheid | Jaartal      |
| Type    | Inhoud    | Cilinders | Kleppen | Vermogen gecombineerd | Koppel gecombineerd | 0–100 km/h | Topsnelheid | Jaartal      |
| ------- | --------- | --------- | ------- | --------------------- | ------------------- | ---------- | ----------- | ------------ |
| eHybrid | 1.498 cm³ | 4-in-lijn | 16V     | 204 pk                | 350 Nm              | 8,0 s      | 220 km/h    | 2024 - heden |
| eHybrid | 1.498 cm³ | 4-in-lijn | 16V     | 272 pk                | 400 Nm              | 7,1 s      | 225 km/h    | 2024 - heden |

Diesel
| Type            | Motor     | Motor     | Motor   | Motor       | Vermogen | Koppel | 0–100 km/h | Topsnelheid | Jaartal      |
| Type            | Inhoud    | Cilinders | Kleppen | Voeding     | Vermogen | Koppel | 0–100 km/h | Topsnelheid | Jaartal      |
| --------------- | --------- | --------- | ------- | ----------- | -------- | ------ | ---------- | ----------- | ------------ |
| 2.0 TDI         | 1.968 cm³ | 4-in-lijn | 16V     | Common Rail | 122 pk   | 320 Nm | 10,9 s     | 211 km/h    | 2024 - heden |
| 2.0 TDI         | 1.968 cm³ | 4-in-lijn | 16V     | Common Rail | 150 pk   | 360 Nm | 9,3 s      | 223 km/h    | 2023 - heden |
| 2.0 TDI 4Motion | 1.968 cm³ | 4-in-lijn | 16V     | Common Rail | 193 pk   | 400 Nm | 7,6 s      | 232 km/h    | 2024 - heden |